# Bélgica en la Copa Mundial de Fútbol de 2002
La selección de Bélgica fue uno de los 32 equipos participantes en la Copa Mundial de Fútbol de 2002, torneo que se llevó a cabo del 31 de mayo al 30 de junio en Corea del Sur y Japón.
El primer desafío del cuadro Belga, capitaneado por Marc Wilmots, fue ante el anfitrión Japón en Saitama , logrando en un entretenido partido, un empate a dos tantos. Luego enfrentó al cuadro Tunecino en Ōita, del cual, obtuvo un empate a uno. Para clasificar, necesitaba un triunfo frente a los rusos, cosa que ocurrió, por un marcador de 3-2 en Shizuoka.
Ya instalado en octavos de final, el siguiente reto fue la eventual Campeona del certamen, la poderosa Selección de fútbol de Brasil en Kōbe. Frente al Scratch, con un renacido Ronaldo, se despidieron de la cita, con un 2-0 en contra, dando así por concluida su participación en el mundial.

## Clasificación

### Grupo 6
| Pos. | Equipo     | Pts. | PJ | G | E | P | GF | GC | Dif. | Clasificación |     | CRO | BEL | SCO | LAT | SMR  |
| ---- | ---------- | ---- | -- | - | - | - | -- | -- | ---- | ------------- | --- | --- | --- | --- | --- | ---- |
| 1    | Croacia    | 18   | 8  | 5 | 3 | 0 | 15 | 2  | +13  | Clasificado   |     | —   | 1–0 | 1–1 | 4–1 | 4–0  |
| 2    | Bélgica    | 17   | 8  | 5 | 2 | 1 | 25 | 6  | +19  | Playoff       |     | 0–0 | —   | 2–0 | 3–1 | 10–1 |
| 3    | Escocia    | 15   | 8  | 4 | 3 | 1 | 12 | 6  | +6   |               |     | 0–0 | 2–2 | —   | 2–1 | 4–0  |
| 4    | Letonia    | 4    | 8  | 1 | 1 | 6 | 5  | 16 | −11  |               | 0–1 | 0–4 | 0–1 | —   | 1–1 |      |
| 5    | San Marino | 1    | 8  | 0 | 1 | 7 | 3  | 30 | −27  |               | 0–4 | 1–4 | 0–2 | 0–1 | —   |      |

 Fuente: 

### Playoff
| Equipo 1 | Agr. | Equipo 2        | Ida | Vuelta |
| -------- | ---- | --------------- | --- | ------ |
| Bélgica  | 2–0  | República Checa | 1–0 | 1–0    |

## Jugadores
Estos son los 23 jugadores convocados para el torneo:

## Participación
- Los horarios corresponden a la hora local de Corea del Sur y Japón (UTC+9).

### Partidos
| Fecha       | Lugar    | Instancia        |         |                    | Resultado |                    |         |
| ----------- | -------- | ---------------- | ------- | ------------------ | --------- | ------------------ | ------- |
| 4 de junio  | Saitama  | Fase de grupos   | Japón   | Bandera de Japón   | 2:2 (0:0) | Bandera de Bélgica | Bélgica |
| 10 de junio | Ōita     | Fase de grupos   | Túnez   | Bandera de Túnez   | 1:1 (1:1) | Bandera de Bélgica | Bélgica |
| 14 de junio | Shizuoka | Fase de grupos   | Bélgica | Bandera de Bélgica | 3:2 (1:0) | Bandera de Rusia   | Rusia   |
| 17 de junio | Kōbe     | Octavos de final | Brasil  | Bandera de Brasil  | 2:0 (0:0) | Bandera de Bélgica | Bélgica |

### Fase de grupos - Grupo H
| Selección | Pts | PJ | PG | PE | PP | GF | GC | Dif |
| --------- | --- | -- | -- | -- | -- | -- | -- | --- |
| Japón     | 7   | 3  | 2  | 1  | 0  | 5  | 2  | 3   |
| Bélgica   | 5   | 3  | 1  | 2  | 0  | 6  | 5  | 1   |
| Rusia     | 3   | 3  | 1  | 0  | 2  | 4  | 4  | 0   |
| Túnez     | 1   | 3  | 0  | 1  | 2  | 1  | 5  | −4  |

|  | Clasificados a los octavos de final. |

#### Japón vs. Bélgica
| 4 de junio, 18:00 | Japón                    | 2:2 (0:0) | Bélgica                          | Estadio Saitama 2002, Saitama                              |                                                            |
|                   | Suzuki 59' · Inamoto 67' | Reporte   | Wilmots 57' · Van der Heyden 75' | Asistencia: 55 256 espectadores Árbitro(s): William Mattus | Asistencia: 55 256 espectadores Árbitro(s): William Mattus |

| 12         | Guardameta     | Seigō Narazaki     |     |
| 3          | Defensa        | Naoki Matsuda      |     |
| 4          | Defensa        | Ryūzō Morioka      | 71' |
| 16         | Defensa        | Kōji Nakata        |     |
| 5          | Centrocampista | Jun'ichi Inamoto   |     |
| 7          | Centrocampista | Hidetoshi Nakata   |     |
| 18         | Centrocampista | Shinji Ono         | 64' |
| 21         | Centrocampista | Kazuyuki Toda      |     |
| 22         | Centrocampista | Daisuke Ichikawa   |     |
| 11         | Delantero      | Takayuki Suzuki    | 68' |
| 13         | Delantero      | Atsushi Yanagisawa |     |
| Entrenador | Entrenador     | Philippe Troussier |     |

| 1          | Guardameta     | Geert de Vlieger     |     |
| 4          | Defensa        | Eric van Meir        |     |
| 12         | Defensa        | Peter van der Heyden |     |
| 15         | Defensa        | Jacky Peeters        |     |
| 16         | Defensa        | Daniel van Buyten    |     |
| 6          | Centrocampista | Timmy Simons         |     |
| 8          | Centrocampista | Bart Goor            |     |
| 10         | Centrocampista | Johan Walem          | 68' |
| 11         | Centrocampista | Gert Verheyen        | 83' |
| 18         | Centrocampista | Yves Vanderhaeghe    |     |
| 7          | Delantero      | Marc Wilmots         |     |
| Entrenador | Entrenador     | Robert Waseige       |     |

| 14 | Centrocampista | Alex               | 64' |
| 8  | Centrocampista | Hiroaki Morishima  | 68' |
| 17 | Defensa        | Tsuneyasu Miyamoto | 71' |

| 9  | Delantero | Wesley Sonck   | 68' |
| 20 | Delantero | Branko Strupar | 83' |

| Anotado | 59' | Takayuki Suzuki  | 1:1 |
| Anotado | 67' | Jun'ichi Inamoto | 2:1 |

| Anotado | 57' | Marc Wilmots         | 0:1 |
| Anotado | 75' | Peter van der Heyden | 2:2 |

| Amonestado | 31' | Kazuyuki Toda    |
| Amonestado | 54' | Jun'ichi Inamoto |

| Amonestado | 21' | Peter van der Heyden |
| Amonestado | 62' | Gert Verheyen        |
| Amonestado | 82' | Eric van Meir        |

| Árbitro             | William Mattus |
| Árbitros asistentes | Haidar Koleit  |
| Árbitros asistentes | Yury Dupanov   |
| Cuarto árbitro      | Graham Poll    |

| 12         | Guardameta     | Seigō Narazaki     |     |
| 3          | Defensa        | Naoki Matsuda      |     |
| 4          | Defensa        | Ryūzō Morioka      | 71' |
| 16         | Defensa        | Kōji Nakata        |     |
| 5          | Centrocampista | Jun'ichi Inamoto   |     |
| 7          | Centrocampista | Hidetoshi Nakata   |     |
| 18         | Centrocampista | Shinji Ono         | 64' |
| 21         | Centrocampista | Kazuyuki Toda      |     |
| 22         | Centrocampista | Daisuke Ichikawa   |     |
| 11         | Delantero      | Takayuki Suzuki    | 68' |
| 13         | Delantero      | Atsushi Yanagisawa |     |
| Entrenador | Entrenador     | Philippe Troussier |     |

| 1          | Guardameta     | Geert de Vlieger     |     |
| 4          | Defensa        | Eric van Meir        |     |
| 12         | Defensa        | Peter van der Heyden |     |
| 15         | Defensa        | Jacky Peeters        |     |
| 16         | Defensa        | Daniel van Buyten    |     |
| 6          | Centrocampista | Timmy Simons         |     |
| 8          | Centrocampista | Bart Goor            |     |
| 10         | Centrocampista | Johan Walem          | 68' |
| 11         | Centrocampista | Gert Verheyen        | 83' |
| 18         | Centrocampista | Yves Vanderhaeghe    |     |
| 7          | Delantero      | Marc Wilmots         |     |
| Entrenador | Entrenador     | Robert Waseige       |     |

| 14 | Centrocampista | Alex               | 64' |
| 8  | Centrocampista | Hiroaki Morishima  | 68' |
| 17 | Defensa        | Tsuneyasu Miyamoto | 71' |

| 9  | Delantero | Wesley Sonck   | 68' |
| 20 | Delantero | Branko Strupar | 83' |

| Anotado | 59' | Takayuki Suzuki  | 1:1 |
| Anotado | 67' | Jun'ichi Inamoto | 2:1 |

| Anotado | 57' | Marc Wilmots         | 0:1 |
| Anotado | 75' | Peter van der Heyden | 2:2 |

| Amonestado | 31' | Kazuyuki Toda    |
| Amonestado | 54' | Jun'ichi Inamoto |

| Amonestado | 21' | Peter van der Heyden |
| Amonestado | 62' | Gert Verheyen        |
| Amonestado | 82' | Eric van Meir        |

| Árbitro             | William Mattus |
| Árbitros asistentes | Haidar Koleit  |
| Árbitros asistentes | Yury Dupanov   |
| Cuarto árbitro      | Graham Poll    |

| Estadísticas      | Bandera de Japón | Bandera de Bélgica |
| Tiros             | 8                | 10                 |
| Tiros a puerta    | 4                | 7                  |
| Faltas            | 29               | 29                 |
| Saques de esquina | 2                | 4                  |
| Penaltis          | 0                | 0                  |
| Fueras de juego   | 1                | 2                  |
| Posesión de balón | 56%              | 44%                |

#### Túnez vs. Bélgica
| 10 de junio, 18:00 | Túnez         | 1:1 (1:1) | Bélgica     | Estadio del Gran Ojo, Ōita                              |                                                         |
|                    | Bouzaiene 17' | Reporte   | Wilmots 13' | Asistencia: 39 700 espectadores Árbitro(s): Mark Shield | Asistencia: 39 700 espectadores Árbitro(s): Mark Shield |

| 1          | Guardameta     | Ali Boumnijel   |     |
| 2          | Defensa        | Khaled Badra    |     |
| 6          | Defensa        | Hatem Trabelsi  |     |
| 12         | Defensa        | Raouf Bouzaiene |     |
| 15         | Defensa        | Radhi Jaïdi     |     |
| 8          | Centrocampista | Hassen Gabsi    | 67' |
| 10         | Centrocampista | Kaies Ghodhbane |     |
| 13         | Centrocampista | Riadh Bouazizi  |     |
| 18         | Centrocampista | Selim Benachour |     |
| 21         | Centrocampista | Mourad Melki    | 88' |
| 5          | Delantero      | Ziad Jaziri     | 77' |
| Entrenador | Entrenador     | Ammar Souayah   |     |

| 1          | Guardameta     | Geert de Vlieger     |     |
| 2          | Defensa        | Éric Deflandre       |     |
| 3          | Defensa        | Glen De Boeck        |     |
| 12         | Defensa        | Peter van der Heyden |     |
| 16         | Defensa        | Daniel van Buyten    |     |
| 6          | Centrocampista | Timmy Simons         | 74' |
| 8          | Centrocampista | Bart Goor            |     |
| 11         | Centrocampista | Gert Verheyen        | 46' |
| 18         | Centrocampista | Yves Vanderhaeghe    |     |
| 7          | Delantero      | Marc Wilmots         |     |
| 20         | Delantero      | Branko Strupar       | 46' |
| Entrenador | Entrenador     | Robert Waseige       |     |

| 11 | Delantero      | Adel Sellimi | 67' |
| 20 | Delantero      | Ali Zitouni  | 77' |
| 3  | Centrocampista | Zoubeir Baya | 88' |

| 9  | Delantero      | Wesley Sonck | 46' |
| 14 | Centrocampista | Sven Vermant | 46' |
| 22 | Delantero      | Mbo Mpenza   | 74' |

| Anotado | 17' | Raouf Bouzaiene | 1:1 |

| Anotado | 13' | Marc Wilmots | 0:1 |

| Amonestado | 22' | Hassen Gabsi    |
| Amonestado | 43' | Kaies Ghodhbane |
| Amonestado | 68' | Hatem Trabelsi  |
| Amonestado | 69' | Mourad Melki    |

| Amonestado | 40' | Daniel van Buyten |

| Árbitro             | Mark Shield          |
| Árbitros asistentes | Paul Smith           |
| Árbitros asistentes | Komaleeswaran Sankar |
| Cuarto árbitro      | Gilles Veissière     |

| 1          | Guardameta     | Ali Boumnijel   |     |
| 2          | Defensa        | Khaled Badra    |     |
| 6          | Defensa        | Hatem Trabelsi  |     |
| 12         | Defensa        | Raouf Bouzaiene |     |
| 15         | Defensa        | Radhi Jaïdi     |     |
| 8          | Centrocampista | Hassen Gabsi    | 67' |
| 10         | Centrocampista | Kaies Ghodhbane |     |
| 13         | Centrocampista | Riadh Bouazizi  |     |
| 18         | Centrocampista | Selim Benachour |     |
| 21         | Centrocampista | Mourad Melki    | 88' |
| 5          | Delantero      | Ziad Jaziri     | 77' |
| Entrenador | Entrenador     | Ammar Souayah   |     |

| 1          | Guardameta     | Geert de Vlieger     |     |
| 2          | Defensa        | Éric Deflandre       |     |
| 3          | Defensa        | Glen De Boeck        |     |
| 12         | Defensa        | Peter van der Heyden |     |
| 16         | Defensa        | Daniel van Buyten    |     |
| 6          | Centrocampista | Timmy Simons         | 74' |
| 8          | Centrocampista | Bart Goor            |     |
| 11         | Centrocampista | Gert Verheyen        | 46' |
| 18         | Centrocampista | Yves Vanderhaeghe    |     |
| 7          | Delantero      | Marc Wilmots         |     |
| 20         | Delantero      | Branko Strupar       | 46' |
| Entrenador | Entrenador     | Robert Waseige       |     |

| 11 | Delantero      | Adel Sellimi | 67' |
| 20 | Delantero      | Ali Zitouni  | 77' |
| 3  | Centrocampista | Zoubeir Baya | 88' |

| 9  | Delantero      | Wesley Sonck | 46' |
| 14 | Centrocampista | Sven Vermant | 46' |
| 22 | Delantero      | Mbo Mpenza   | 74' |

| Anotado | 17' | Raouf Bouzaiene | 1:1 |

| Anotado | 13' | Marc Wilmots | 0:1 |

| Amonestado | 22' | Hassen Gabsi    |
| Amonestado | 43' | Kaies Ghodhbane |
| Amonestado | 68' | Hatem Trabelsi  |
| Amonestado | 69' | Mourad Melki    |

| Amonestado | 40' | Daniel van Buyten |

| Árbitro             | Mark Shield          |
| Árbitros asistentes | Paul Smith           |
| Árbitros asistentes | Komaleeswaran Sankar |
| Cuarto árbitro      | Gilles Veissière     |

| Estadísticas      | Bandera de Túnez | Bandera de Bélgica |
| Tiros             | 8                | 8                  |
| Tiros a puerta    | 3                | 3                  |
| Faltas            | 23               | 18                 |
| Saques de esquina | 6                | 5                  |
| Penaltis          | 0                | 0                  |
| Fueras de juego   | 2                | 2                  |
| Posesión de balón | 43%              | 57%                |

#### Bélgica vs. Rusia
| 14 de junio, 15:30 | Bélgica                            | 3:2 (1:0) | Rusia                        | Estadio Ecopa, Shizuoka                                        |                                                                |
|                    | Walem 7' · Sonck 78' · Wilmots 82' | Reporte   | Beschástnyj 52' · Sychov 88' | Asistencia: 46 640 espectadores Árbitro(s): Kim Milton Nielsen | Asistencia: 46 640 espectadores Árbitro(s): Kim Milton Nielsen |

| 1          | Guardameta     | Geert de Vlieger    |       |
| 3          | Defensa        | Glen De Boeck       | 90+2' |
| 5          | Defensa        | Nico van Kerckhoven |       |
| 15         | Defensa        | Jacky Peeters       |       |
| 16         | Defensa        | Daniel van Buyten   |       |
| 8          | Centrocampista | Bart Goor           |       |
| 10         | Centrocampista | Johan Walem         |       |
| 11         | Centrocampista | Gert Verheyen       | 78'   |
| 18         | Centrocampista | Yves Vanderhaeghe   |       |
| 7          | Delantero      | Marc Wilmots        |       |
| 22         | Delantero      | Mbo Mpenza          | 70'   |
| Entrenador | Entrenador     | Robert Waseige      |       |

| 1          | Guardameta     | Ruslán Nigmatulin    |     |
| 2          | Defensa        | Yuri Kovtun          |     |
| 3          | Defensa        | Yuri Nikíforov       | 43' |
| 7          | Defensa        | Víktor Onopko        |     |
| 4          | Centrocampista | Alekséi Smertin      | 34' |
| 5          | Centrocampista | Andréi Solomatin     |     |
| 8          | Centrocampista | Valeri Karpin        | 82' |
| 9          | Centrocampista | Yegor Titov          |     |
| 15         | Centrocampista | Dmitri Alénichev     |     |
| 21         | Centrocampista | Dmitri Jojlov        |     |
| 11         | Delantero      | Vladímir Beschástnyj |     |
| Entrenador | Entrenador     | Oleg Romántsev       |     |

| 9 | Delantero      | Wesley Sonck  | 70'   |
| 6 | Centrocampista | Timmy Simons  | 78'   |
| 4 | Defensa        | Eric van Meir | 90+2' |

| 22 | Delantero | Dmitri Sychov       | 34' |
| 18 | Defensa   | Dmitri Sénnikov     | 43' |
| 16 | Delantero | Aleksandr Kerzhakov | 82' |

| Anotado | 7'  | Johan Walem  | 1:0 |
| Anotado | 78' | Wesley Sonck | 2:1 |
| Anotado | 82' | Marc Wilmots | 3:1 |

| Anotado | 52' | Vladímir Beschástnyj | 1:1 |
| Anotado | 88' | Dmitri Sychov        | 3:2 |

| Amonestado | 39' | Yves Vanderhaeghe |

| Amonestado | 12' | Andréi Solomatin |
| Amonestado | 14' | Alekséi Smertin  |
| Amonestado | 64' | Dmitri Alénichev |
| Amonestado | 84' | Dmitri Sénnikov  |

| Árbitro             | Kim Milton Nielsen   |
| Árbitros asistentes | Philip Sharp         |
| Árbitros asistentes | Komaleeswaran Sankar |
| Cuarto árbitro      | Pierluigi Collina    |

| 1          | Guardameta     | Geert de Vlieger    |       |
| 3          | Defensa        | Glen De Boeck       | 90+2' |
| 5          | Defensa        | Nico van Kerckhoven |       |
| 15         | Defensa        | Jacky Peeters       |       |
| 16         | Defensa        | Daniel van Buyten   |       |
| 8          | Centrocampista | Bart Goor           |       |
| 10         | Centrocampista | Johan Walem         |       |
| 11         | Centrocampista | Gert Verheyen       | 78'   |
| 18         | Centrocampista | Yves Vanderhaeghe   |       |
| 7          | Delantero      | Marc Wilmots        |       |
| 22         | Delantero      | Mbo Mpenza          | 70'   |
| Entrenador | Entrenador     | Robert Waseige      |       |

| 1          | Guardameta     | Ruslán Nigmatulin    |     |
| 2          | Defensa        | Yuri Kovtun          |     |
| 3          | Defensa        | Yuri Nikíforov       | 43' |
| 7          | Defensa        | Víktor Onopko        |     |
| 4          | Centrocampista | Alekséi Smertin      | 34' |
| 5          | Centrocampista | Andréi Solomatin     |     |
| 8          | Centrocampista | Valeri Karpin        | 82' |
| 9          | Centrocampista | Yegor Titov          |     |
| 15         | Centrocampista | Dmitri Alénichev     |     |
| 21         | Centrocampista | Dmitri Jojlov        |     |
| 11         | Delantero      | Vladímir Beschástnyj |     |
| Entrenador | Entrenador     | Oleg Romántsev       |     |

| 9 | Delantero      | Wesley Sonck  | 70'   |
| 6 | Centrocampista | Timmy Simons  | 78'   |
| 4 | Defensa        | Eric van Meir | 90+2' |

| 22 | Delantero | Dmitri Sychov       | 34' |
| 18 | Defensa   | Dmitri Sénnikov     | 43' |
| 16 | Delantero | Aleksandr Kerzhakov | 82' |

| Anotado | 7'  | Johan Walem  | 1:0 |
| Anotado | 78' | Wesley Sonck | 2:1 |
| Anotado | 82' | Marc Wilmots | 3:1 |

| Anotado | 52' | Vladímir Beschástnyj | 1:1 |
| Anotado | 88' | Dmitri Sychov        | 3:2 |

| Amonestado | 39' | Yves Vanderhaeghe |

| Amonestado | 12' | Andréi Solomatin |
| Amonestado | 14' | Alekséi Smertin  |
| Amonestado | 64' | Dmitri Alénichev |
| Amonestado | 84' | Dmitri Sénnikov  |

| Árbitro             | Kim Milton Nielsen   |
| Árbitros asistentes | Philip Sharp         |
| Árbitros asistentes | Komaleeswaran Sankar |
| Cuarto árbitro      | Pierluigi Collina    |

| Estadísticas      | Bandera de Bélgica | Bandera de Rusia |
| Tiros             | 17                 | 10               |
| Tiros a puerta    | 7                  | 5                |
| Faltas            | 20                 | 18               |
| Saques de esquina | 11                 | 3                |
| Penaltis          | 0                  | 0                |
| Fueras de juego   | 1                  | 4                |
| Posesión de balón | 51%                | 49%              |

### Octavos de final

#### Brasil vs. Bélgica
| 17 de junio, 20:30 | Brasil                    | 2:0 (0:0) | Bélgica | Estadio de las Alas, Kōbe                                     |                                                               |
|                    | Rivaldo 67' · Ronaldo 87' | Reporte   |         | Asistencia: 40 440 espectadores Árbitro(s): Peter Prendergast | Asistencia: 40 440 espectadores Árbitro(s): Peter Prendergast |

| 1          | Guardameta     | Marcos              |     |
| 2          | Defensa        | Cafú                |     |
| 3          | Defensa        | Lúcio               |     |
| 4          | Defensa        | Roque Júnior        |     |
| 5          | Defensa        | Edmílson            |     |
| 6          | Defensa        | Roberto Carlos      |     |
| 8          | Centrocampista | Gilberto Silva      |     |
| 10         | Centrocampista | Rivaldo             | 90' |
| 11         | Centrocampista | Ronaldinho          | 81' |
| 19         | Centrocampista | Juninho Paulista    | 57' |
| 9          | Delantero      | Ronaldo             |     |
| Entrenador | Entrenador     | Luiz Felipe Scolari |     |

| 1          | Guardameta     | Geert de Vlieger    |     |
| 5          | Defensa        | Nico van Kerckhoven |     |
| 15         | Defensa        | Jacky Peeters       | 72' |
| 16         | Defensa        | Daniel van Buyten   |     |
| 6          | Centrocampista | Timmy Simons        |     |
| 8          | Centrocampista | Bart Goor           |     |
| 10         | Centrocampista | Johan Walem         |     |
| 11         | Centrocampista | Gert Verheyen       |     |
| 18         | Centrocampista | Yves Vanderhaeghe   |     |
| 7          | Delantero      | Marc Wilmots        |     |
| 22         | Delantero      | Mbo Mpenza          |     |
| Entrenador | Entrenador     | Robert Waseige      |     |

| 17 | Centrocampista | Denílson   | 57' |
| 15 | Centrocampista | Kléberson  | 81' |
| 7  | Centrocampista | Ricardinho | 90' |

| 9 | Delantero | Wesley Sonck | 72' |

| Anotado | 67' | Rivaldo | 1:0 |
| Anotado | 87' | Ronaldo | 2:0 |

| Amonestado | 28' | Roberto Carlos |

| Amonestado | 24' | Yves Vanderhaeghe |

| Árbitro             | Peter Prendergast |
| Árbitros asistentes | Yury Dupanov      |
| Árbitros asistentes | Mohamed Saeed     |
| Cuarto árbitro      | Tōru Kamikawa     |

| 1          | Guardameta     | Marcos              |     |
| 2          | Defensa        | Cafú                |     |
| 3          | Defensa        | Lúcio               |     |
| 4          | Defensa        | Roque Júnior        |     |
| 5          | Defensa        | Edmílson            |     |
| 6          | Defensa        | Roberto Carlos      |     |
| 8          | Centrocampista | Gilberto Silva      |     |
| 10         | Centrocampista | Rivaldo             | 90' |
| 11         | Centrocampista | Ronaldinho          | 81' |
| 19         | Centrocampista | Juninho Paulista    | 57' |
| 9          | Delantero      | Ronaldo             |     |
| Entrenador | Entrenador     | Luiz Felipe Scolari |     |

| 1          | Guardameta     | Geert de Vlieger    |     |
| 5          | Defensa        | Nico van Kerckhoven |     |
| 15         | Defensa        | Jacky Peeters       | 72' |
| 16         | Defensa        | Daniel van Buyten   |     |
| 6          | Centrocampista | Timmy Simons        |     |
| 8          | Centrocampista | Bart Goor           |     |
| 10         | Centrocampista | Johan Walem         |     |
| 11         | Centrocampista | Gert Verheyen       |     |
| 18         | Centrocampista | Yves Vanderhaeghe   |     |
| 7          | Delantero      | Marc Wilmots        |     |
| 22         | Delantero      | Mbo Mpenza          |     |
| Entrenador | Entrenador     | Robert Waseige      |     |

| 17 | Centrocampista | Denílson   | 57' |
| 15 | Centrocampista | Kléberson  | 81' |
| 7  | Centrocampista | Ricardinho | 90' |

| 9 | Delantero | Wesley Sonck | 72' |

| Anotado | 67' | Rivaldo | 1:0 |
| Anotado | 87' | Ronaldo | 2:0 |

| Amonestado | 28' | Roberto Carlos |

| Amonestado | 24' | Yves Vanderhaeghe |

| Árbitro             | Peter Prendergast |
| Árbitros asistentes | Yury Dupanov      |
| Árbitros asistentes | Mohamed Saeed     |
| Cuarto árbitro      | Tōru Kamikawa     |

| Estadísticas      | Bandera de Brasil | Bandera de Bélgica |
| Tiros             | 14                | 13                 |
| Tiros a puerta    | 4                 | 5                  |
| Faltas            | 14                | 17                 |
| Saques de esquina | 6                 | 7                  |
| Penaltis          | 0                 | 0                  |
| Fueras de juego   | 3                 | 2                  |
| Posesión de balón | 54%               | 46%                |